# 若葉 (埼玉県)
若葉（わかば）は、埼玉県坂戸市と鶴ヶ島市の境に位置する地域・地名。
住居表示上、あるいは過去の歴史的地名に「若葉」という地名はなく、住宅都市整備公団（現・都市再生機構）により旧陸軍坂戸飛行場跡地に開発されたむさし緑園都市富士見地区と、それに伴い開設された東武東上線若葉駅により、若葉駅の周辺地域を漠然と指す地名として一般的に使われるようになった。
若葉駅の名称の由来は坂戸市側における団地の名称である若葉台団地に由来するが、若葉台団地の名称は坂戸市側のみで、鶴ヶ島市側の団地の名称は富士見団地とされており、行政側で統一されていない。
若葉台団地・富士見団地を中心に良好な住宅地が広がる一方、多くの企業が集まる富士見工業団地を有する工業地域でもある。
若葉は住居表示や地域区分における正式な名称ではないため、地域を厳密に定義することは出来ないが、概ね以下の地域に相当する。
- 鶴ヶ島市
  - 富士見一丁目 - 六丁目
- 坂戸市
  - 千代田一丁目 - 五丁目
- 川越市
  - 竹野
  - 栄

広義では、若葉駅西口の鶴ヶ島市大字上広谷・大字藤金、坂戸市関間も含まれる。
また、2025年2月1日より、鶴ヶ島市の若葉駅西口区画整理事業換地処分に伴い、事業地内の住所の地名が｢若葉一丁目（旧｢大字藤金｣）、若葉二丁目（旧｢大字上広谷｣）｣に変更される事が発表されている。